# Liste des cardinaux créés par Grégoire VII
Au cours de son pontificat de 1073 à 1085, le pape Grégoire VII a créé 31 cardinaux.

## 1073
- Regizzo (évêque de Sabina)
- Eudes de Lagery (titre inconnu), O.S.B.Clun., prieur de Cluny, futur pape Urbain II
- Conone (au titre de S. Anastasia)
- Deusdedit (au titre de S. Pietro in Vincoli)
- Benedetto Cao (au titre de S. Prassede)
- Jean (au titre of Ss. Silvestro e Martino)
- Raniero de Bieda (au titre de S. Clemente), O.S.B.Clun., abbé de Ss. Lorenzo et Stefano fuori le mura, Rome, futur pape Pascal II
- Natrone (titre inconnu)
- Giovanni (au titre de Ss. Giovanni e Paolo)
- Éven, O.S.B., abbé de Saint-Mélaine à Rennes (diaconie inconnue)
- Gregorio (diaconie inconnue)
- Giovanni (diaconie inconnue)
- Gregorio (diaconie inconnue)

## 1074
- Giovanni, évêque de Viviers (titre inconnu)

## 1075
- Graziano (titre inconnu)
- Falco (au titre de S. Maria in Trastevere)
- Innocenzo (titre inconnu)
- Bonsignor (titre inconnu)
- Crescenzio (diaconie inconnue)
- Licinio Savelli (diaconat de S. Giorgio in Velabro)
- Berardo (diaconat de S. Adriano)

## 1076
- Pietro Damiano, iuniore, O.S.B.Cam. (diaconie inconnue)

## 1077
- Benedetto (au titre de S. Pudenziana)
- Desiderio (au titre de S. Prassede)
- Pietro (titre inconnu)

## 1078
- Gregorio (évêque de Sabina)
- Richard de Milhau, O.S.B. (titre inconnu)

## 1080
- Giovanni Minuto (évêque de Labico)
- Stefano (on ne sait s'il est cardinal prêtre ou diacre)

## 1084
- Gebizo, O.S.B., évêque de Cesena (titre inconnu)

## 1085
- Azzo (titre inconnu)

## Source
- Mirandas sur fiu.edu